# A Skeletal Domain
A Skeletal Domain är det amerikanska death metal-bandet Cannibal Corpses trettonde studioalbum. Det gavs ut 2014 av Metal Blade Records. Albumet spelades in i Audiohammer Studios i Sanford, Florida av Mark Lewis. Det är det första albumet sedan Kill (2006) utan Erik Rutan som producent.

## Låtlista
| Nr           | Titel                        | Text         | Musik                 | Längd |
| ------------ | ---------------------------- | ------------ | --------------------- | ----- |
| 1.           | High Velocity Impact Spatter | Mazurkiewicz | O'Brien               | 4:06  |
| 2.           | Sadistic Embodiment          | Mazurkiewicz | O'Brien               | 3:17  |
| 3.           | Kill or Become               | Barrett      | Barrett               | 3:50  |
| 4.           | A Skeletal Domain            | Mazurkiewicz | O'Brien               | 3:38  |
| 5.           | Headlong Into Carnage        | Webster      | Webster               | 3:01  |
| 6.           | The Murderer's Pact          | Webster      | Webster               | 5:05  |
| 7.           | Funeral Cremation            | Mazurkiewicz | O'Brien               | 3:41  |
| 8.           | Icepick Lobotomy             | Barrett      | Barrett               | 3:16  |
| 9.           | Vector of Cruelty            | Webster      | Webster               | 3:25  |
| 10.          | Bloodstained Cement          | Webster      | Webster               | 3:41  |
| 11.          | Asphyxiate to Resuscitate    | Mazurkiewicz | Barrett, Mazurkiewicz | 3:47  |
| 12.          | Hollowed Bodies              | Mazurkiewicz | O'Brien               | 3:05  |
| Total längd: | Total längd:                 | Total längd: | Total längd:          | 43:52 |

## Medverkande
Musiker (Cannibal Corpse-medlemmar)
- George "Corpsegrinder" Fisher – sång
- Alex Webster – basgitarr
- Rob Barrett – gitarr
- Pat O'Brien – gitarr
- Paul Mazurkiewicz – trummor

Produktion
- Mark Lewis – producent, ljudtekniker, ljudmix
- Brian Ames – omslagsdesign
- Vincent Locke – omslagskonst
- Alex Morgan – foto